# Hallarumsvikens naturreservat
Hallarumsvikens naturreservat ligger söder om Jämjö i Karlskrona kommun i Blekinge län.
Reservatet är ett naturskyddat område sedan 1973 och är 51 hektar stort. Det består mest av lantbruk och havskust.
Naturreservatet ingår i EU:s ekologiska nätverk, Natura 2000.